# Виго ди Кадоре
Вѝго ди Кадо̀ре (на италиански: Vigo di Cadore; на ладински: Vigo, Виго) е село и община в Северна Италия, провинция Белуно, регион Венето. Разположено е на 951 m надморска височина. Населението на общината е 1459 души (към 2014 г.).